# Jazz nowoorleański
Jazz nowoorleański – pierwszy ze stylów jazzowych należących do jazzu tradycyjnego, wykształcony ok. 1890; oparty na kontrapunkcie instrumentów melodycznych (kornet lub trąbka, klarnet i puzon), stałym powtarzaniu formuły rytmicznej improwizacji zbiorowej na tematy bluesowe i ragtime'owe. Znani muzycy jazzu nowoorleańskiego to: Joe King Oliver, Louis Armstrong, Bunk Johnson, Kid Ory, Johnny Dodds, Baby Dodds, Buddy Bolden, Zutty Singleton lub zespoły Olympia Band